# Kabinet-Primrose
Het kabinet–Primrose was de uitvoerende macht van de Britse overheid van 5 maart 1894 tot 25 juni 1895.
| Ambtsbekleder                         | Ambtsbekleder            | Ambtsbekleder                                     | Functie                               | Ambtstermijn     | Ambtstermijn | Partij        |
| ------------------------------------- | ------------------------ | ------------------------------------------------- | ------------------------------------- | ---------------- | ------------ | ------------- |
|                                       | Archibald Primrose       | Graaf van Rosebery Archibald Primrose (1847–1929) | Premier                               | 5 maart 1894     | 25 juni 1895 | Liberal Party |
| Lord President of the Council         | Archibald Primrose       | Graaf van Rosebery Archibald Primrose (1847–1929) |                                       | 5 maart 1894     | 25 juni 1895 | Liberal Party |
| Leader of the House of Lords          | Archibald Primrose       | Graaf van Rosebery Archibald Primrose (1847–1929) |                                       | 5 maart 1894     | 25 juni 1895 | Liberal Party |
|                                       | William Harcourt         | Sir William Harcourt (1827–1904)                  | Minister van Financiën                | 15 augustus 1892 | 25 juni 1895 | Liberal Party |
| Leader of the House of Commons        | William Harcourt         | Sir William Harcourt (1827–1904)                  | 5 maart 1894                          |                  | 25 juni 1895 | Liberal Party |
|                                       | John Wodehouse           | Graaf Kimberley John Wodehouse (1826–1902)        | Minister van Buitenlandse Zaken       | 5 maart 1894     | 25 juni 1895 | Liberal Party |
|                                       | Herbert Henry Asquith    | Herbert Henry Asquith (1852–1928)                 | Minister van Binnenlandse Zaken       | 15 augustus 1892 | 25 juni 1895 | Liberal Party |
|                                       | Farrer Herschell         | Baron Herschell Farrer Herschell (1837–1899)      | Lord Chancellor                       | 15 augustus 1892 | 25 juni 1895 | Liberal Party |
|                                       | Edward Marjoribanks      | Baron Tweedmouth Edward Marjoribanks (1849–1909)  | Lord Privy Seal                       | 5 maart 1894     | 25 juni 1895 | Liberal Party |
| Kanselier van het Hertogdom Lancaster | Edward Marjoribanks      | Baron Tweedmouth Edward Marjoribanks (1849–1909)  | 28 mei 1894                           |                  | 25 juni 1895 | Liberal Party |
|                                       | Henry Campbell-Bannerman | Sir Henry Campbell- Bannerman (1836–1908)         | Minister voor Oorlog                  | 15 augustus 1892 | 25 juni 1895 | Liberal Party |
|                                       | John Spencer             | Graaf Spencer John Spencer (1835–1910)            | Minister voor de Marine               | 15 augustus 1892 | 25 juni 1895 | Liberal Party |
|                                       | Anthony Mundella         | Anthony Mundella (1825–1897)                      | Minister van Handel                   | 15 augustus 1892 | 28 mei 1894  | Liberal Party |
|                                       | James Bryce              | James Bryce (1830–1911)                           | Minister van Handel                   | 28 mei 1894      | 25 juni 1895 | Liberal Party |
|                                       | Arthur Dyke Acland       | Sir Arthur Dyke Acland (1850–1933)                | Minister van Onderwijs                | 15 augustus 1892 | 25 juni 1895 | Liberal Party |
|                                       | Herbert Gladstone        | Herbert Gladstone (1854–1930)                     | Minister van Openbare Werken          | 5 maart 1894     | 25 juni 1895 | Liberal Party |
|                                       | George Shaw Lefevre      | George Shaw Lefevre (1831–1928)                   | Minister van Lokale Zaken             | 5 maart 1894     | 25 juni 1895 | Liberal Party |
|                                       | Herbert Gardner          | Herbert Gardner (1846–1921)                       | Minister van Landbouw en Visserij     | 15 augustus 1892 | 25 juni 1895 | Liberal Party |
|                                       | James Bryce              | James Bryce (1830–1911)                           | Kanselier van het Hertogdom Lancaster | 15 augustus 1892 | 28 mei 1894  | Liberal Party |
|                                       | George Robinson          | Markies van Ripon George Robinson (1827–1909)     | Minister voor Koloniale Zaken         | 15 augustus 1892 | 25 juni 1895 | Liberal Party |
|                                       | George Trevelyan         | Sir George Trevelyan (1838–1928)                  | Minister voor Schotland               | 15 augustus 1892 | 25 juni 1895 | Liberal Party |
|                                       | John Morley              | John Morley (1838–1923)                           | Minister voor Ierland                 | 15 augustus 1892 | 25 juni 1895 | Liberal Party |
|                                       | Henry Fowler             | Sir Henry Fowler (1830–1911)                      | Minister voor Brits-Indië             | 5 maart 1894     | 25 juni 1895 | Liberal Party |
|                                       | Arnold Morley            | Arnold Morley (1849–1916)                         | Minister van Posterijen               | 15 augustus 1892 | 25 juni 1895 | Liberal Party |

Russell I ·
Smith-Stanley I ·
Hamilton-Gordon ·
Temple I ·
Smith-Stanley II ·
Temple II ·
Russell II ·
Smith-Stanley III ·
Disraeli I ·
Gladstone I ·
Disraeli II ·
Gladstone II ·
Gascoyne-Cecil I ·
Gladstone III ·
Gascoyne-Cecil II ·
Gladstone IV ·
Primrose ·
Gascoyne-Cecil III ·
Gascoyne-Cecil IV ·
Balfour ·
Campbell-Bannerman ·
Asquith I ·
Asquith II ·
Asquith III ·
Asquith IV ·
Lloyd George I ·
Lloyd George II ·
Law ·
Baldwin I ·
MacDonald I ·
Baldwin II ·
MacDonald II ·
MacDonald III ·
MacDonald IV ·
Baldwin III ·
Chamberlain I ·
Chamberlain II ·
Churchill I ·
Churchill II ·
Attlee I ·
Attlee II ·
Churchill III ·
Eden ·
Macmillan I ·
Macmillan II ·
Douglas-Home ·
Wilson I ·
Wilson II ·
Heath ·
Wilson III ·
Callaghan ·
Thatcher I ·
Thatcher II ·
Thatcher III ·
Major I ·
Major II ·
Blair I ·
Blair II ·
Blair III ·
Brown ·
Cameron I ·
Cameron II ·
May I ·
May II ·
Johnson I ·
Johnson II ·
Truss ·
Sunak ·
Starmer